# Нонн, Вольфганг
Вольфганг Нонн (нем. Wolfgang Nonn, 16 февраля 1935, Мюльхайм-ан-дер-Рур, Германия — 26 августа 1959, Мюльхайм-ан-дер-Рур, ФРГ) — немецкий хоккеист (хоккей на траве), нападающий. Бронзовый призёр летних Олимпийских игр 1956 года.

## Биография
Вольфганг Нонн родился 16 февраля 1935 года в немецком городе Мюльхайм-ан-дер-Рур.
Играл в хоккей на траве за «Уленхорст» из Мюльхайма-ан-дер-Рур. В его составе четыре раза выигрывал чемпионат ФРГ (1954—1955, 1957—1958).
23 октября 1955 года удостоен высшей спортивной награды ФРГ — «Серебряного лаврового листа».
В 1956 году вошёл в состав сборной ОГК по хоккею на траве на Олимпийских играх в Мельбурне и завоевал бронзовую медаль. Играл на позиции нападающего, провёл 5 матчей, забил 2 мяча (по одному в ворота сборных Новой Зеландии и Великобритании).
В 1956—1959 годах провёл 21 матч за сборную ФРГ.
Умер 26 августа 1959 года в Мюльхайме-ан-дер Рур в результате осложнений после операции аппендицита.

## Семья
Старший брат Вольфганга Нонна Хельмут Нонн (род. 1933) также играл за сборную ФРГ по хоккею на траве, в 1956 году играл вместе с ним на летних Олимпийских играх в Мельбурне и завоевал бронзу. Также играл в 1960 году на летних Олимпийских играх в Риме.